# Гагер
Гагер (њем. Gager) општина је у њемачкој савезној држави Мекленбург-Западна Померанија. Једно је од 42 општинска средишта округа Риген. Према процјени из 2010. у општини је живјело 409 становника. Посједује регионалну шифру (AGS) 13061010.

## Географски и демографски подаци
Гагер се налази у савезној држави Мекленбург-Западна Померанија у округу Риген. Општина се налази на надморској висини од 3 метра. Површина општине износи 8,7 km². У самом мјесту је, према процјени из 2010. године, живјело 409 становника. Просјечна густина становништва износи 47 становника/km².